# Tommy Svindal Larsen
Tommy Svindal Larsen (Skien, 11 augustus 1973) is een voormalig Noors voetballer, die speelde als verdedigende middenvelder. Hij sloot zijn carrière in 2011 af bij Odd Grenland. Svindal Larsen speelde ook in de Noorse nationale ploeg.

## Clubcarrière
Met Stabæk Fotball won Svindal Larsen de Noorse voetbalbeker in 1998.

## Interlandcarrière
Svindal Larsen speelde tussen 1996 en 2007 in totaal 24 wedstrijden in  de Noorse nationale ploeg. Hij maakte zijn debuut op 24 april 1996 in de vriendschappelijke wedstrijd tegen Spanje (0–0). Hij viel in die wedstrijd na 45 minuten in voor Jahn Ivar Jakobsen.

## Erelijst
Stabæk Fotball
- Beker van Noorwegen

1998
 1. FC Nürnberg
- 2. Bundesliga

2004